# Daft Punk
Daft Punk var en fransk houseduo, der blev dannet i 1993 i Paris af Guy-Manuel de Homem-Christo og Thomas Bangalter. De bliver betragtet som en af de mest indflydelsesrige kunstnergrupper inden for dance, og de opnåede stor popularitet i slutningen af 1990'erne som en del af den franske house-bevægelse. De opnåede stor kritisk og kommerciel succes i de efterfølgende år, hvor de kombinerede elementer fra house med funk, disco, indie rock og pop.
Efter Bangalter og Homem-Christos indie rock-band Darlin' gik i opløsning begyndte de at eksperimentere med trommemaskiner og synthesizers. Deres debutalbum Homework blev udgivet via Virgin Records i 1997 og fik positive anmeldelser, og det indeholder de to singler "Around the World" og "Da Funk". Fra 1999 antog de deres robotpersonligheder under offentlige optrædener med hjelme, tøj og handsker til at skjule deres identiteter; de lavede kun få medieoptrædener. Fra 1996 til 2008 havde de Pedro Winter som manager - chef for Ed Banger Records.
Daft Punks andet album, Discovery (2001), var en yderligere succes. Det indeholdt hitsinglerne "One More Time", "Digital Love" og "Harder, Better, Faster, Stronger". Den dannede basis for animationsfilmen Interstella 5555, der blev til i samarbejde med den japanske kunstner Leiji Matsumoto. Daft Punks tredje album, Human After All (2005), modtog blandede anmeldelser, mens singlerne "Robot Rock" og "Technologic" opnåede stor succes i Storbritannien. Duoen instruerede deres første film, Electroma, en avant-garde science fictionfilm, i 2006. De turnerede i løbet af 2006 og 2007 og udgav deres livealbum Alive 2007, som de vandt en Grammy Award for i kategorien Best Electronic/Dance Album; turnéen bliver krediteret for at popularisere dansemusik i Nordamerika. Daft Punk skrev musiken til filmen Tron: Legacy fra 2010.
I 2013, forlod Daft Punk pladeselskabet Virgin til fordel for Columbia Records og de udgav ders fjerde og sidste album, Random Access Memories, der fik stor ros fra musikkritikerne. Førstesinglen "Get Lucky" nåede ind i top 10 på hitlisterne i 27 lande. Random Access Memories vandt fem Grammy Awards i 2014, inklusive Album of the Year og Record of the Year for "Get Lucky". I 2016 fik Daft Punk deres første og eneste Billboard Hot 100 med "Starboy", der var et samarbejde med the Weeknd. I 2015 rangerede Rolling Stone dem som den tolvte største musikduo nogensinde. De annoncerede, at gruppen gik i opløsning i 2021.

## Historie

### 1987–1992: Tidlig karriere og Darlin'
Guy-Manuel de Homem-Christo og Thomas Bangalter mødtes i 1987, mens de gik på gymnasiet Lycée Carnot i Paris. De to blev venner og indspillede demoer med andre fra skolen. I 1992 dannede de en guitargruppe, Darlin', med Bangalter på bas, Homem-Christo på guitar, og Laurent Brancowitz på guitar og trommer. Trioen opkaldte sig selv efter The Beach Boys’ sang Darlin' (1967), som de lavede en coverversion af sammen med en original komposition. Begge numre blev udgivet på en EP med flere andre kunstnere på Duophonic Records, et mærke ejet af det London-baserede band Stereolab.
Darlin' gik i opløsning omkring seks måneder efter at have produceret fire sange og spillet to koncerter. Bangalter beskrev projektet som "temmelig gennemsnitligt". Brancowitz forfulgte musik med et andet band, Phoenix. Bangalter og Homem-Christo dannede Daft Punk og tog navnet fra en negativ anmeldelse af Darlin' i Melody Maker af Dave Jennings, der havde døbt deres musik "a daft punky thrash". Bandet fandt anmeldelsen morsom; Homem-Christo sagde: "Vi kæmpede så længe med at komme på [navnet] Darlin', og [dette navn] kom med et."

### 1993–1996: Første forestillinger og singler
I september 1993 deltog Daft Punk i en rave på EuroDisney, hvor de mødte Stuart Macmillan fra bandet Slam, og som var medstifter af det skotske mærke Soma Quality Recordings. Demobåndet, der blev givet til Macmillan til et rave, dannede grundlaget for Daft Punks debutsingle, "The New Wave", en begrænset udgivelse i 1994. Singlen indeholdt også det endelige mix af "The New Wave" kaldet " Alive", som skulle være med på Daft Punks første album.
Daft Punk vendte tilbage til studiet i maj 1995 for at indspille Da Funk. Det blev deres første single som fik kommerciel succes. Efter succesen med Da Funk ledte Daft Punk efter en manager. Duoen bestemte sig for Pedro Winter, der på sine Hype-natklubber regelmæssigt promoverede dem og andre kunstnere. De skrev under med Virgin Records i september 1996 der fik licens til deres numre via deres produktionsselskab, Daft Trax. Bangalter sagde, at selvom de modtog adskillige tilbud fra pladeselskaber, ønskede de at vente og sikre sig, at de ikke mistede den kreative kontrol med deres musik. Han betragtede aftalen med Virgin som mere beslægtet med et partnerskab.
I midten til slutningen af halvfemserne optrådte Daft Punk live uden kostumer på forskellige spillesteder. I 1996 lavede de deres første optræden i USA ved et Even Furthur-arrangement i Wisconsin. Ud over originale live-optrædener optrådte de i klubber ved hjælp af vinylplader fra deres samling. De var kendt for at inkorporere adskillige musikstile i deres Dj-sæt på det tidspunkt.

### 1997–1999:Homework
Daft Punk udgav deres debutalbum, Homework, i 1997. I februar samme år havde det britiske dansemagasin Muzik  Daft Punk på forsiden og beskrev Homework som "et af de mest hypede debutalbums i lang, lang tid". Ifølge The Village Voice genoplivede albummet housemusikken og forlod eurodanceformlen. Kritikeren Alex Rayner skrev, at albummet kombinerede den etablerede klubstil og den "spirende eklekticisme" fra big beat. I 1997 indledte Daft Punk en international koncertturné med navnet Daftendirektour, iført eget udstyr på livescenen. Den 25. maj stod de som hovednavn på Tribal Gathering festivalen i Luton Hoo, England, med Orbital og Kraftwerk.
Den mest succesrige single fra Homework var Around the World. "Da Funk" var også inkluderet på soundtracket til filmen The Saint (1997). Daft Punk producerede en række musikvideoer til Homework instrueret af Spike Jonze, Michel Gondry, Roman Coppola og Seb Janiak. Videoerne blev samlet i 1999 under navnet D.A.F.T.: A Story About Dogs, Androids, Firemen and Tomatoes.
Bangalter og Homem-Christo oprettede begge egne pladeselskaber efter udgivelsen af debutalbummet og udgav soloprojekter fra sig selv og deres venner på mærkerne Roulé og Crydamoure. Homem-Christo udgav musik som medlem af Le Knight Club med Eric Chedeville, og Bangalter udgav musik som medlem af den franske duo Together med Dj'en Stéphane Quême, kendt som Dj Falcon, og grundlagde gruppen Stardust med Alan Braxe og Benjamin Diamond. I 1998 udgav Stardust deres eneste sang, hittet Music Sounds Better with You.

### 1999–2003:Discovery
Daft Punks andet album, Discovery, blev udgivet i 2001. Duoen sagde, at det var et forsøg på at genoprette forbindelsen til barnets legende og fordomsfrie tilgang til at opdage verden omkring sig. Albummet nåede en andenplads i Storbritannien, og nummeret One More Time blev et singlehit. Sangen er kraftigt autotuned og komprimeret. Per Reinholdt Nielsen anmeldte Discovery således i Berlingske: 
| Citat | Den franske houseduo, Daft Punk, har med et sukret overlag af kitsch og kulturelt arvegods fra de forfærdelige firsere og funky halvfjerdsere sammenstykket et hamrende effektivt lydspor til festen nu i aften og i overmorgen. | Citat |
|       | |       |

Discovery skabte en ny generation af Daft Punk-fans. Det var også med dette album at Daft Punk debuterede med deres karakteristiske robotkostumer; de havde tidligere båret Halloween-masker eller -tasker til nogle af deres optrædener. Discovery blev senere kåret som et af årtiets bedste albums af flere musikmagasiner, herunder Pitchfork og Resident Advisor. I 2020 inkluderede Rolling Stone den som nummer 236 på sin liste over "500 Greatest Albums of All Time". Pitchfork beskrev i 2021 Discovery som højdepunktet i Daft Punks karriere, "et album, der transcenderede robotternes klubrødder og bølgede gennem de årtier, der fulgte".
Daft Punk samarbejdede med den japanske manga-kunstner Leiji Matsumoto om at skabe Interstella 5555: The 5tory of the 5ecret 5tar 5ystem, en animeret film i spillefilmslængde der tog udgangspunkt i Discovery. De første fire afsnit blev vist på Toonami i 2001, og den færdige film blev udgivet på DVD i 2003. I december udgav Daft Punk Daft Club, en samling af remixes fra Discovery. I 2001 udgav Daft Punk et 45 minutter langt uddrag fra et Daftendirektour-show under navnet "Alive 1997". Det opnåede kun to stjerner ved anmeldelsen i GAFFA.

### 2004–2007:Human after allogAlive 2007
I marts 2005 fulgte gruppens tredje album Human After All, et kort album på 45 minutter med 10 sange indspillet i løbet af blot seks uger i gruppens eget studie i Paris. Anmeldelserne var blandede, mest negative, og albummet fik kun 2 stjerner i GAFFA. Kritikken fokuserede på albummets korte længde, den tilsyneladende hurtige produktion og albummets ensformige sange. Numrene "Robot Rock", "Technologic", "Human After All" og "The Prime Time of Your Life" blev udgivet som singler. En Daft Punk-antologi CD/DVD, "Musique Vol. 1 1993–2005", blev udgivet den 4. april 2006.
Den 29. april 2006 markerede Daft Punks tilbagevenden til live-perfomances, efter næsten 10 års pause, på festivalen Coachella i Californien. Daft Punk imponerede den fremmødte fanskare med en solid live-medley, hvor alle tre album blev mixet sammen til én lang electronica-odysse. Dette ene show blev senere fulgt op af en miniturné med 11 koncerter.
Den 21. maj 2006 havde Daft Punk premiere på deres første film, "Electroma", der blev vist på Cannes Film Festivalens ekstrashow Quinzaine des Réalisateurs (Director's Fortnight). Filmen inkluderer ikke Daft Punks musik. Midnatsforestillinger af filmen blev vist i parisiske biografer fra marts 2007. Filmen blev udgivet på DVD i Australien den 6. juni 2006, gennem Aztec International Entertainment. Den 19. november 2007 fulgte en europæisk udgivelse.
I 48 dage mellem 2006 og 2007 optrådte Daft Punk på verdensturnéen "Alive 2006/2007", hvor de fremførte et "megamix" af deres musik fra en stor LED-besat pyramide. Touren fortsatte i 2007 under titlen "Alive 2007" - et hint til, at der var gået præcist 10 år siden gruppens turné "Alive 1997". Turnéen blev rost og krediteret for bringe dance music ud til et bredere publikum, især i Nordamerika. The Guardian journalist Gabriel Szatan sammenlignede det med, hvordan The Beatles' optræden i 1964 på The Ed Sullivan Show havde indlemmet britisk rock and roll i den amerikanske mainstream.
Daft Punks optræden i Paris blev udgivet som deres andet livealbum, "Alive 2007", den 19. november 2007. Liveversionen af "Harder, Better, Faster, Stronger" blev udgivet som single, med en video instrueret af Olivier Gondry, der omfatter publikumsoptagelser af deres optræden i Brooklyn. I 2009 vandt Daft Punk Grammy Awards for Alive 2007 og dens single "Harder, Better, Faster, Stronger".

### 2008–2011:Tron: Legacy
Daft Punk optrådte overraskende ved Grammy Awards den 10. februar 2008 og optrådte sammen med rapperen Kanye West med en omarbejdet version af "Stronger" på scenen i Staples Center i Los Angeles. Det var det første Daft Punk show der blev vist live på tv.
I 2008 vendte Daft Punk tilbage til Paris for at arbejde på nyt materiale. Winter trådte også tilbage som deres manager for at fokusere opmærksomheden på hans Ed Banger Records mærke og hans arbejde som Busy P. Han udtalte i et senere interview, at Daft Punk arbejdede med et uspecificeret administrationsselskab i Los Angeles. Duoen holdt sit Daft Arts-produktionskontor i Jim Henson Studios komplekset i Hollywood. I 2008 blev Daft Punk nummer 38 i en global meningsmåling foretaget af Dj Mag efter at de have debuteret på position 71 året før. Daft Punk leverede nye blandinger til videospillet DJ Hero, og optrådte i spillet som spilbare karakterer.
Ved 2009 San Diego Comic-Con blev det annonceret, at Daft Punk havde komponeret 24 numre til soundtracket til filmen Tron: Legacy (2010), som var en fortsættelse af af kultklassikeren Tron fra 1982. Daft Punks partitur blev arrangeret og orkestreret af Joseph Trapanese. Bandet samarbejdede med ham i to år om partituret, fra forproduktion til færdiggørelse. Partituret indeholder et 85 mands orkester, indspillet i AIR Lyndhurst Studios i London. Filmens instruktør, Joseph Kosinski, omtalte partituret som en blanding af orkester og elektroniske elementer. Daft Punk havde en cameo i filmens virtuelle verden som disc jockeys iført robothjelme. Soundtracket blev udgivet den 6. december 2010, og musikken blev taget godt imod af både fans og kritikere. Albummet blev anmeldt til 5 stjerner ved anmeldelsen i GAFFA
En musikvideo til "Derezzed" havde premiere på MTV Networks samme dag som albummet blev udgivet. Videoen, som har Olivia Wilde som karakteren Quorra i specialoptagelser sammen med billeder af Daft Punk i Flynn's Arcade, blev senere gjort tilgængelig for køb fra iTunes Store og inkluderet i DVD- og Blu-ray-udgivelserne af filmen. Walt Disney Records udgav et remix-album, Tron: Legacy Reconfigured, den 5. april 2011.
I 2010 blev Daft Punk optaget i Ordre des Arts et des Lettres, en fortjenstorden i Frankrig. Bangalter og Homem-Christo blev individuelt tildelt rangen som Chevalier (ridder). I oktober samme år lavede Daft Punk en overraskende gæsteoptræden under ekstranummeret til Phoenixs show på Madison Square Garden i New York City. De spillede et medley af "Harder, Better, Faster, Stronger" og "Around the World", før sangen blev til Phoenix' sang "1901". Duoen inkluderede også elementer af deres numre "Rock'n Roll", "Human After All" og "Together", en af Bangalters udgivelser som medlem af den franske duo "Together".

### 2011–2015:Random Access Memories
I 2011 udgav Soma Records et Daft Punk-nummer, "Drive", der var blevet optaget, medens de havde kontrakt med Soma i 1990'erne, men aldrig før var blevet publiceret. Nummeret blev inkluderet i et opsamlingsalbum med flere kunstnere i anledning af Somas tyveårs-jubilæum. I oktober 2012 leverede Daft Punk et 15-minutters mix af sange af bluesmusikeren Junior Kimbrough til Hedi Slimanes Yves Saint Laurent modeshow. Daft Punk indspillede deres fjerde studiealbum, Random Access Memories, med musikere inklusive forsangeren Julian Casablancas fra The Strokes, Todd Edwards, Dj Falcon, Panda Bear fra Animal Collective, Chilly Gonzales, Paul Williams, Pharrell Williams, guitaristen Nile Rodgers fra Chic, og Giorgio Moroder. De forlod Virgin til Sony Music Entertainment gennem Columbia Records-pladen.
Random Access Memories blev udgivet den 20. maj 2013. Hovedsinglen, "Get Lucky", blev Daft Punks første britiske nummer et-single og den 19. april 2013 blev singlen Get Lucky fra albummet den mest streamede nye sang på en enkelt dag i Spotifys historie. Albummet fik 4 stjerner i GAFFA
 medens Lars Rix gav Random Access Memories 6 stjerner i Berlingske:
| Citat | Daft Punk har med »Random Access Memories« skabt et tidløst stykke kunst. Et album, der trækker på, men bestemt ikke hænger fast i fortidens dogmer og på samme tid rykker dansemusikken ind i en ny tid. Mit bud er, at »Random Access Memories« vil stå tilbage som et af de bærende elektroniske værker, når dette årti engang skal gøres op. | Citat |
|       | |       |

Ved MTV Video Music Awards i 2013 debuterede Daft Punk med en trailer for deres single "Lose Yourself to Dance" og overrakte prisen for "Bedste kvindelige video" sammen med Rodgers og Pharrell. I december afslørede de en musikvideo til sangen "Instant Crush", instrueret af Warren Fu og med Julian Casablancas.
Ved Grammy Awards i 2014 vandt Random Access Memories fem af de helt store priser i kategorierne Bedste dance/electronica album, Årets album og Best Engineerered Album, Non-Classical, mens singlehittet fra albummet "Get Lucky", der var udgivet i 2013 i samarbejde med Pharrel Wiliams, modtog en Grammy for Bedste popduo/gruppe præstation og Årets indspilning. Daft Punk optrådte ved ceremonien med Stevie Wonder, Rodgers og Pharrell, samt Random Access Memories rytmesektionspillere Nathan East, Omar Hakim, Paul Jackson og Chris Caswell.
Daft Punk co-producerede Kanye Wests sjette studiealbum, Yeezus (2013), og skabte numrene "On Sight", "Black Skinhead", "I Am a God" og "Send It Up" sammen med West. De leverede yderligere vokal til Pharrells 2014-single "Gust of Wind". Den 10. marts 2014 blev en ikke-udgivet Daft Punk-sang, "Computerized", lækket online. Den var med Jay-Z og med "The Son of Flynn" fra Tron: Legacys soundtrack; oprindelig tænkt som en single til at promovere Tron: Legacy. I april 2015 optrådte Daft Punk i en kort hyldest til Rodgers som en del af en dokumentar om hans liv, Nile Rodgers: From Disco to Daft Punk. I juni udkom en dokumentar, Daft Punk Unchained.

### 2016–2022: Afsluttende projekter og opløsning
Daft Punk optrådte på 2016-singlerne "Starboy" og "I Feel It Coming" af den canadiske R&B-sanger The Weeknd; "Starboy" toppede Billboard Hot 100, og blev Daft Punks eneste amerikanske nummer et-sang, og "I Feel It Coming" nåede en fjerdeplads. I 2017 udgav Soma Records et ikke tidligere publiceret remix af Daft Punk-nummeret "Drive", som en del af en samling med forskellige kunstnere.
I februar 2017 lancerede Daft Punk en pop up-butik i Hollywood, Californien, med memorabilia, kunstværker og en udstilling af de forskellige kostumer, duoen har båret gennem årene. Duoen optrådte også med Weeknd ved Grammy Awards den 12. februar 2017.
I årene efter samarbejdet med The Weeknd om Starboy arbejdede Bangalter og Homem-Christo solo som producere og optrådte på adskillige projekter. Den 21. juni 2017 udgav det Australske band Parcels nummeret "Overnight", der var produceret og skrevet i en samarbejde med Daft Punk. Sangen blev skrevet efter af Daft Punk havde set Parcels optræde ved et liveshow, hvorefter de inviterede bandmedlemmerne til duoens studie. Sangen blev duoens sidste udgivne produktion.
I februar 2019 blev det annonceret, at Daft Punk ville lancere en elektronisk kunstudstilling på Philharmonie de Paris med forskellige kostumer, guitarer og andet udstyr, der var baseret på temaet for duoens sang "Technologic"; udstillingen løb fra den 9. april til den 11. august samme år.
Den 22. februar 2021 udgav Daft Punk en video på deres YouTube-kanal med titlen "Epilogue". Videoen indeholder en scene fra deres film fra 2006 Electroma, i hvilken den ene robot eksploderer og den anden går væk; en mellemtekst lavet sammen med den amerikanske designer Warren Fu viser teksten "1993–2021", mens et uddrag af Daft Punks nummer "Touch" bliver spillet. Senere samme dag bekræftede Daft Punks mangeårige publicist Kathryn Frazier, at duoen var gået fra hinanden, men gav ikke en grund til dens opløsning. Nyheden førte til en markant stigning i salget af Daft Punks musik, og købet af digitale album steg med 2.650 procent. Deres ven og samarbejdspartner Todd Edwards præciserede, at Bangalter og Homem-Christo ville forblive aktive hver for sig.
Den 22. februar 2022, et år efter deres opløsning, annoncerede Daft Punk den digitale udgivelse af en 25 års jubilæumsudgave af Homework, med et nyligt indsamlet remix-album af Homework og uploads af bag kulisserne "arkiver" fra D.A.F.T. DVDen. Remix-albummet blev senere udgivet i fysiske formater. Samme dag som jubilæumsannonceringen holdt bandet en engangs livestream der blev set af mere end 100.000 på streamingsplatformen Twitch af deres optræden på Mayan Theatre i Los Angeles fra deres Daftendirektour fra 1997. Videoen indeholdt tidligere uudgivne optagelser af duoen uden kostumer. Vinylgenudgivelser af bandets albums fortsatte regelmæssigt i hele 2022.

## Musikstil og inspiration
Daft Punks musikstil er hovedsageligt blevet beskrevet som house, fransk house, elektronisk, dance, og disco. Sean Cooper fra AllMusic har beskrevet deres musikstil som en blanding af acid house, techno, pop, indierock, hiphop, progressiv house, funk, og elektronisk musik. Deres musik benyttede sig i omfattende grad af sampling, der benytter sig af låne digitale lydstykker fra andre numre; Guardian chefkritiker Alex Petridis beskrev deres tilgang til musik og kunst som "magpie"-agtig (som samlet sammen af en husskade).
I begyndelsen af 1990'erne hentede Daft Punk inspiration fra rock og acid house i Storbritannien. Homem-Christo omtalte Screamadelica af Primal Scream som den plade, der "satte det hele sammen" med hensyn til genre. I 2009 navngav Bangalter Andy Warhol som en, der tidligt havde haft indflydelse på Daft Punk. På Homework-nummeret "Teachers" præsenterer Daft Punk en række musikere, der har påvirket dem, inklusive funkmusiker George Clinton, rapper og producer Dr. Dre, og flere Chicago house og Detroit techno kunstnere, herunder Paul Johnson, Romanthony og Todd Edwards. Homem-Christo sagde: "Deres musik påvirkede os meget. Lyden af deres produktioner - komprimeringen, lyden af kick-trommen og Romanthony's stemme, følelser og sjæl – er en del af, hvordan vi lyder i dag."
På albummet Discovery integrerede Daft Punk påvirkninger fra 70'ernes disco og 80'ernes crooner'ere og det indeholdt samarbejder med Romanthony og Edwards. En stor inspiration var Aphex Twin-singlen "Windowlicker", som var "hverken et rent klubnummer eller et down-tempo afslapningsnummer", ifølge Bangalter. Duoen brugte vintage-udstyr til at genskabe lyde fra ældre kunstnere, såsom brugen af et Wurlitzer-kinoorgel til at fremkalde Supertramp på "Digital Love".
Til soundtracket på Tron: Legacy hentede Daft Punk inspiration fra Wendy Carlos, som komponerede til den originale Tron-film, såvel som Max Steiner, Bernard Herrmann, John Carpenter, Vangelis, Philip Glass og Maurice Jarre. Til Random Access Memories søgte Daft Punk en "west coast-stemning", med henvisning til handlinger som Fleetwood Mac, Doobie Brothers og Eagles,
 og den franske elektroniske musiker Jean-Michel Jarre.

### Udseende
Under deres optrædener I 1990’erne var Daft Punk iført sorte poser over hovedet eller halloweenmasker. I et tidligt interview udtalte Homem-Christo, at "Vi har ikke lyst til at blive fotograferet. [...] Vi har ikke særlig meget lyst til at optræde i tidsskrifter og blade. Vi har et ansvar." Selvom de tillod kamerafolk at filme dem til et fransk kunstprogram på dette tidspunkt, så ønskede Daft Punk ikke at tale på kamera “fordi et var farligt". Ifølge Orla Lee-Fisher, chef for marketing på Virgin Records UK, så indvilligede Daft Punk i at der blev taget billeder af dem uden hjelmene på, når de var DJ’s I begyndelsen af deres karriere, men ellers var de iført forklædning. I 1997 udtalte Bangalter at de havde en ”general regel om ikke at optræde i videoer".
I 2001 begyndte Daft Punk at være iført robotagtige hjelme og handsker under promotions for Discovery og koncerter. Hjelmene blev fremstilet af Paul Hahn fra Daft Arts og de franske instruktører Alex and Martin. Med ingeniøren Tony Gardner og Alterian, Inc. var de I stand til at lave forskellige LED-effekter. Der var oprindeligt sat parykker på begge hjelme, men Daft Punk fjernede dem inden de blev afsløret. Ifølge Bangalter, "bliver maskerne meget varme, men efter at have båret dem så længe som jeg har, så bliver man vandt til det." Senere hjelme blev udstyret med ventilatorer for at forhindre at de overophedede.
Daft Punk introducerede kostumerne under en særlig præsentation af Discoverys videoer under Cartoon Networks Toonami blok. Om deres transformation udtalte Bangalter: "Vi valgte ikke at blive robotter. De var en tilfældighed i vores studie. Vi arbejdede på vores sampler og kl. præcis 9:09 den 9. september, 1999 eksploderede den. Da vi igen kom til bevidstheden var vi blevet til robotter."
Daft Punk optrådte kun sjældent I medierne. Bangalter sagde at de ønskede at holde fokus på deres musik, og at maskerne gjorde det muligt for dem at kontrollere deres billede udadtil, mens de bibeholdt deres anonymitet og beskyttede deres privatliv. De brugte deres robot-kostumer til at forene menneskelige egenskaber med robotter. Bangalter sagde, at kostumerne oprindeligt var et resultat af, at kunstnerne var generate: “men så blev det spændende fra publikums side. Det er ideen om at være en almindelig person med en slags superkræft." Han beskrev det som en avanceret form for glam, ”hvor det helt afgjort ikke er dig selv".
Da de udgav Human After All brugt Daft Punk mere simple hjelme og sorte læderjakker og bukser. Deres kostumer var designet af Hedi Slimane. Bangalter sagde: "Vi bryder os ikke om at gøre det samme to gange. Det er sjovere og mere underholdende for os, hvis vi gør noget forskelligt, om det så er at bære masker eller udvikle en personlighed, der forener fiktion og virkelighed. Vi er glade for at give tilbage til masserne." Inder indspilningen af Electroma blev Daft Punk interviewet med deres ryg vendt mod kameraet, og i 2006 havde de en stofpose over hovedet under et interview, der blev vist på fjernsyn. De sagde at brugen af stofposerne var en spontan beslutning, og at den afspejlede deres image i medierne.
Mysteriet om Daft Punks identitet og deres omfattende forklædning har bidraget til deres popularitet. Deres kostumer er blevet sammenlignet med bandet Kiss’ makeup og Iggy Pops læderjakke. Daft Punk var iført deres kostumer, da de optrådte ved Grammy Awards 2008, 2014 og 2017 Grammy Awards. Under ceremonien I 2014 modtog de også deres pris på scenen iført deres kostumer, mens Pharrell og Paul Williams talte på duoens vegne. Ved begge optrædener ved Grammy Awards i 2017  og i the Weeknds "I Feel It Coming" musikvideo, var duoen iført lange sorte kapper og forkromede handsker foruden deres hjelme.
Bangalter udtalte at filmen Phantom of the Paradise fra 1974, hvor hovedrollen er iført en maske, var “grundlaget for meget af de vi er rent kunstnerisk". Daft Punk var også fans af bandet Space fra 1970’erne, der var kendt for at være iført rumdragter og -hjelme, der skjulte deres identitet.

### Optræden i medier
Daft Punks popularitet er delvist blevet tilskrevet deres optræden i mainstream medier. Duoen optrådte med Juliette Lewis I en reklame for Gap, hvor også single "Digital Love" blev brugt, og de var kontraktuelt forpligtet til kun at gå i tøj fra Gap. I sommeren 2001 optrådte Daft Punk I en reklame på Cartoon Network I kanalens Toonami-blok, som reklamerede for den officielle Toonami-hjemmeside og duoens animerede musikvideo til deres album Discovery. Musikvideoen optrådte senere I animationsfilmen Interstella 5555: The 5tory of the 5ecret 5tar 5ystem, hvor Daft Punk har en cameo og optræder som deres robot alter-egoer. Duoen optrådte I en tv-reklame iført deres hjelme fra Discovery-tiden for at promovere Sony Ericssons Premini mobiltelefon. I 2010 optrådte Daft Punk i reklamer for Adidas, som promoverede en tøjserie med Star Wars-tema.
Daft Punk har også produceret musik for andre kunstnere. De producerede Teriyaki Boyzs debutsingle "HeartBreaker" fra albummet Beef or Chicken?. Sangen indeholder et sample af "Human After All". Senere producerede Daft Punk N.E.R.D's sang "Hypnotize U". Daft Punk optræder i en cameo I Tron: Legacy som DJ’s på en natklub.
I 2011 distribuerede Coca-Cola cola-flasker i en limited edition-udgave, som var blevet designet af Daft Punk, kaldet Daft Coke. De blev kun solgt i Frankrig. En nyere version af disse tema-flasker er i dag blevet samlerobjekter, hvor dele af flasken som skruelåget og cola-logoet er guldbelagt. Sammen med Courtney Love blev Daft Punk fotograferet til "Music Project" hos modehuset Yves Saint Laurent. Duoen optrådte i deres nye paliet-dragter, der var blevet specialfremstillet af Hedi Slimane, hvor de hold tog spilled nye instrumenter med kroppe fremstillet i akryl. I 2013 udgav Bandai Tamashii en S.H. Figuarts (SHF) actionfigur for Daft Punk samtidig med udgivelsen af Random Access Memories i Japan. Efter en serie trailere foretog Daft Punk en række sjældne offentlig optrædener under Monaco Grand Prix 2013 I maj på vegne af Lotus F1 Team, der støttede duoen ved at køre biler med der var dekoreret med bandets logo.
Optagelser af Daft Punks optræden i 2006 under Coachella Festival blev brugt I dokumentarfilmen Coachella: 20 Years in the Desert, der blev udgivet på YouTube i april 2020. Daft Punk var planlagt til at optræde den 6. august 2013 i en episode af The Colbert Report for at promovere Random Access Memories. Det var dog ikke muligt for dem at deltage grundet kontraktuelle forpligtelser, hvor de skulle optræde ved 2013 MTV Video Music Awards. Ifølge Stephen Colbert var Daft Punk ikke opmærksomme på den eksklusive aftale og var stoppet af MTV’s ledelse samme morgen, som de skulle have filmet episoden. I 2015 optrådte Daft Punk sammen med adskillige andre musikere for annoncerede deres medejerskab af musiktjenesten Tidal, da den blev relanceret.
Eden, der er en fransk dramafilm fra 2014, har en protagonist, der er techno-fan som er blevet DJ, der er på afvænning fra narkotika. I filmen optræder Daft Punk (spillet af skuespillere) I forskellige perioder I deres karriere. En times lang dokumentar med titlen Daft Punk Unchained blev vist den 24. juni 2015 på fransk tv og den 9. februar 2016 i Storbritannien.
I computerspillet Pokémon Scarlet og Violet optræder der hjelme, som ligner de hjelme som Daft Punk er berømte for at være iført, som spillere kan bære.

## Daft Punk i Danmark
Som led i Daftendirektour 1997 spillede Daft Punk på den meget regnfulde Roskilde Festival 27. juni 1997.

## Diskografi om daft punk-albums

### Studioalbums
- Homework (1997)
- Discovery (2001)
- Human After All (2005)
- Random Access Memories (2013)

### Singler
| År   | Titel                                            | Album                  |
| ---- | ------------------------------------------------ | ---------------------- |
| 1994 | "The New Wave"                                   | —                      |
| 1995 | "Da Funk"                                        | Homework               |
| 1997 | "Around the World"                               | Homework               |
| 1997 | "Burnin'"                                        | Homework               |
| 1998 | "Revolution 909"                                 | Homework               |
| 2000 | "One More Time"                                  | Discovery              |
| 2001 | "Aerodynamic"                                    | Discovery              |
| 2001 | "Digital Love"                                   | Discovery              |
| 2001 | "Harder, Better, Faster, Stronger"               | Discovery              |
| 2003 | "Something About Us"                             | Discovery              |
| 2005 | "Robot Rock"                                     | Human After All        |
| 2005 | "Technologic"                                    | Human After All        |
| 2005 | "Human After All"                                | Human After All        |
| 2006 | "The Prime Time of Your Life"                    | Human After All        |
| 2007 | "Harder, Better, Faster, Stronger (Alive 2007)"  | Alive 2007             |
| 2010 | "Derezzed"                                       | Tron: Legacy           |
| 2013 | "Get Lucky" (med Pharrell Williams)              | Random Access Memories |
| 2013 | "Lose Yourself to Dance" (med Pharrell Williams) | Random Access Memories |
| 2013 | "Doin' It Right" (med Panda Bear)                | Random Access Memories |
| 2013 | "Instant Crush" (med Julian Casablancas)         | Random Access Memories |
| 2014 | "Give Life Back to Music"                        | Random Access Memories |

### Livealbums
- Alive 1997 (2001)
- Alive 2007 (live) (2007)

### Soundtrack og remix
- Daft Club (remix LP) (2003)
- Musique Vol. 1 1993-2005 (2006)
- Tron: Legacy (soundtrack) (2010)

### Videomateriale
- D.A.F.T. – A Story about Dogs, Androids, Firemen and Tomatoes (VHS/DVD,
- Musique Vol. 1 1993-2005 (CD/DVD, 2006).
- Daft Punk's Electroma (DVD, 2006).
- Tron (DVD, 2010).

## Turnéer
- Daftendirektour (1997)
- Alive 2006/2007 (2006–07)

## Interviews
- Interview med Daft Punk i 2001: Hansen, T.S. (2001) Danser på Vulkaner. Berlingske, 11. marts 2001. Hentet 30. november 2022.
- Interview med Daft Punk i 2013: Clode, S. (2022) DAFT PUNK-INTERVIEW FRA 2013: Robotterne, der ville lyde som mennesker. GAFFA, 23. januar 2022. Hentet 30. november 2022.